# Karina Nose
Karina Nose (能瀬 香里奈 Nose Karina?,  Nagoya, Prefectura de Aichi, 21 de febrero de 1984), conocida bajo su nombre artístico de Karina (香里奈?), es una actriz y modelo japonesa. Es considerada una de las mujeres más bellas de Japón. Nose tiene dos hermanas mayores, Anna (n. 1979) y Erena (n. 1982), quienes también son modelos.

## Filmografía

### Series de dramas
- Kabachitare (2001)
- Long Love Letter  (2002)
- Division 1 (2004)
- Nurseman ga Yuku  (2004)
- Umizaru (2005)
- Yaoh (2006)
- CA to Oyobi (2006)
- Message (2006)
- Walk My Way / Boku no Aruku Michi (2006)
- Tsubasa no Oreta Tenshitachi / Angels with Broken Wings (2007)
- Bambino! (2007)
- Ushi ni Negai wo: Love & Farm (2007)
- Daisuki!! (2008)
- Sensei wa Erai! (2008)
- Ryokiteki na Kanojo (2008)
- Kiri no Hi (2008)
- Myu no Anyo Papa ni Ageru (2008)
- Real Clothes (2008) como Kinue Amano
- Galileo: Episode Zero (2008) como Namie Shindo
- Love Shuffle (2009) como Airu Aizawa
- Kochira Katsushika-ku Kameari Koen-mae Hashutsujo (2009) como Catherine Reiko Akimoto
- Hataraku Gon! (2009) como Izumi Ami
- Real Clothes (2009) como Kinue Amano
- Freeter, Ie o Kau. (2010) como Manami Chiba
- Misaki Number One!! (2011) como Misaki Tenoji
- Freeter, Ie o Kau. SP (2011) as Manami Chiba
- Watashi ga Renai Dekinai Riyuu (2011) como Emi Fujii
- Dirty Mama! (2012) como Aoi Nagashima
- Honto ni Atta Kowai Hanashi 2012 Aru Natsu no Dekigoto (2012)
- PRICELESS ~Aru Wake Nedaro,n namon!~ (2012) como Aya Nikaido
- Summer Nude (2013) como Natsuki Chiyohara

## Otros trabajos

### Revistas
- Ray (2000-2014)
- GINGER (2009-)

### Libros
- KARINA (2005.1.25)
- I can. (2008.10.31)
- One. (2011.10.27)